# Matti Nurmia
Matti Nurmia (Rauma, Finlandia, 26 de agosto de 1930) es un físico nuclear finlandés, codescubridor de varios elementos químicos producidos artifialmente: el rutherfordio (1968), el dubnio (1970) y el seaborgio (1974).

## Formación académica y Carrera profesional
Estudió física, matemáticas y química en la Universidad de Helsinki. Completó su doctorado en 1960. Trabajó en el departamento de Física de la Universidad de Helsinki como profesor asociado en el periodo 1959-68. También fue supervisor de la instalación nuclear durante el semestre de otoño de 1963. Visitó por invitación la Universidad de Arkansas en la década de 1950 y la Universidad Estatal de Oklahoma en la década de 1960.
Nurmia se desplazó a la Universidad de California en 1967, incorporándose al grupo de investigación sobre elementos pesados en el Laboratorio Nacional Lawrence Berkeley de la Universidad de California en Berkeley, junto a otros científicos finlandeses (Pirkko Eskola y Kari Eskola), bajo la dirección de Albert Ghiorso y del Premio Nobel de Química en 1951, Glenn T. Seaborg. Trabajó en Berkeley hasta 1992, cuando fue invitado al Departamento de Física de la Universidad de Jyväskylä, Finlandia, con un contrato de trabajo como director de investigación, cargo que mantiene en la actualidad.
Las áreas de interés de sus investigaciones incluyen las centrales para producción de energía y la física nuclear.

## Descubrimiento de nuevos elementos
El rutherfordio fue preparado en 1968 por bombardeo de californio con átomos de carbono, junto a Albert Ghiorso, James A. Harris, Kari Eskola y Pirkko Eskola.
El dubnio fue preparado en 1970 por bombardeo de californio con átomos de nitrógeno, igualmente junto a Albert Ghiorso, James Harris, Kari Eskola y Pirkko Eskola.
Por último, el seaborgio se obtuvo en 1974 a partir de colisiones de californio-249 con átomos de oxígeno, junto a Albert Ghiorso, J. Michael Nitschke, Jose R. Alonso, Carol T. Alonso, Glenn T. Seaborg, E. Kenneth Hulet y Ronald W. Lougheed.